# Abraham Mankell
Carl Abraham Mankell (Christianfeld, 16 de febrer de 1802 - Estocolm, 27 d'octubre de 1868) fou un compositor suec. Des de molt jove fou organista de la parròquia de Santa Clara d'Estocolm, i després professor en l'acadèmia de música. Organitzà concerts de caràcter històric, que influïren molt en l'educació musical de Suècia. Com a compositor fou poc notable, però són molt estimades les seves produccions referents a l'estètica musical i a la història de l'art, i entre elles: Relacions extretes de la història de la música religiosa (1841), La composició musical a Suècia (1853), Els espectacles de l'edat mitjana en l'església i en el teatre (1855), L'orgue en l'església (1862), Història de la música (1854), etc.